# Soursac
Soursac är en kommun i departementet Corrèze i regionen Nouvelle-Aquitaine i de centrala delarna av Frankrike. Kommunen ligger  i kantonen Lapleau som tillhör arrondissementet Tulle. År 2022 hade Soursac 520 invånare.

## Befolkningsutveckling
Antalet invånare i kommunen Soursac
Referens:INSEE

## Galleri

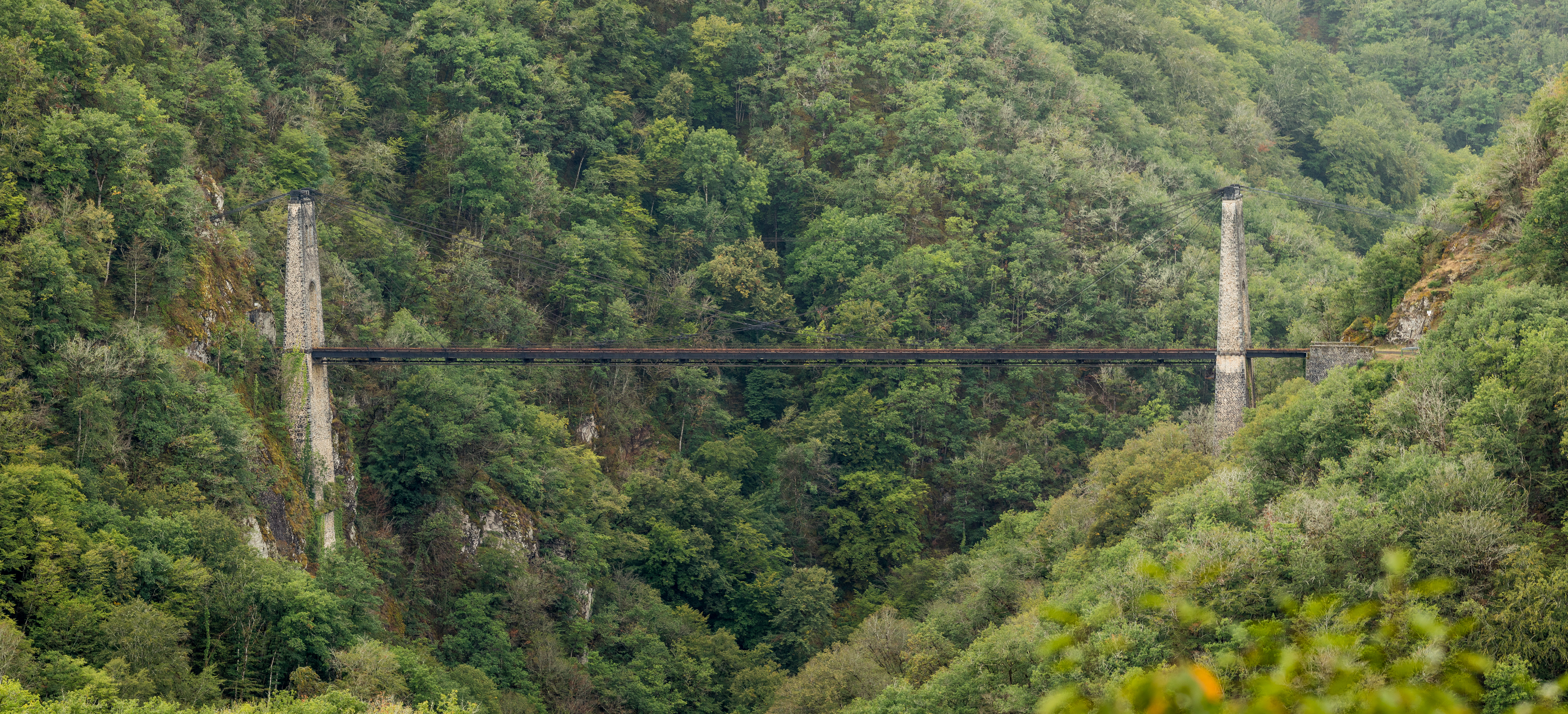
Akvedukt
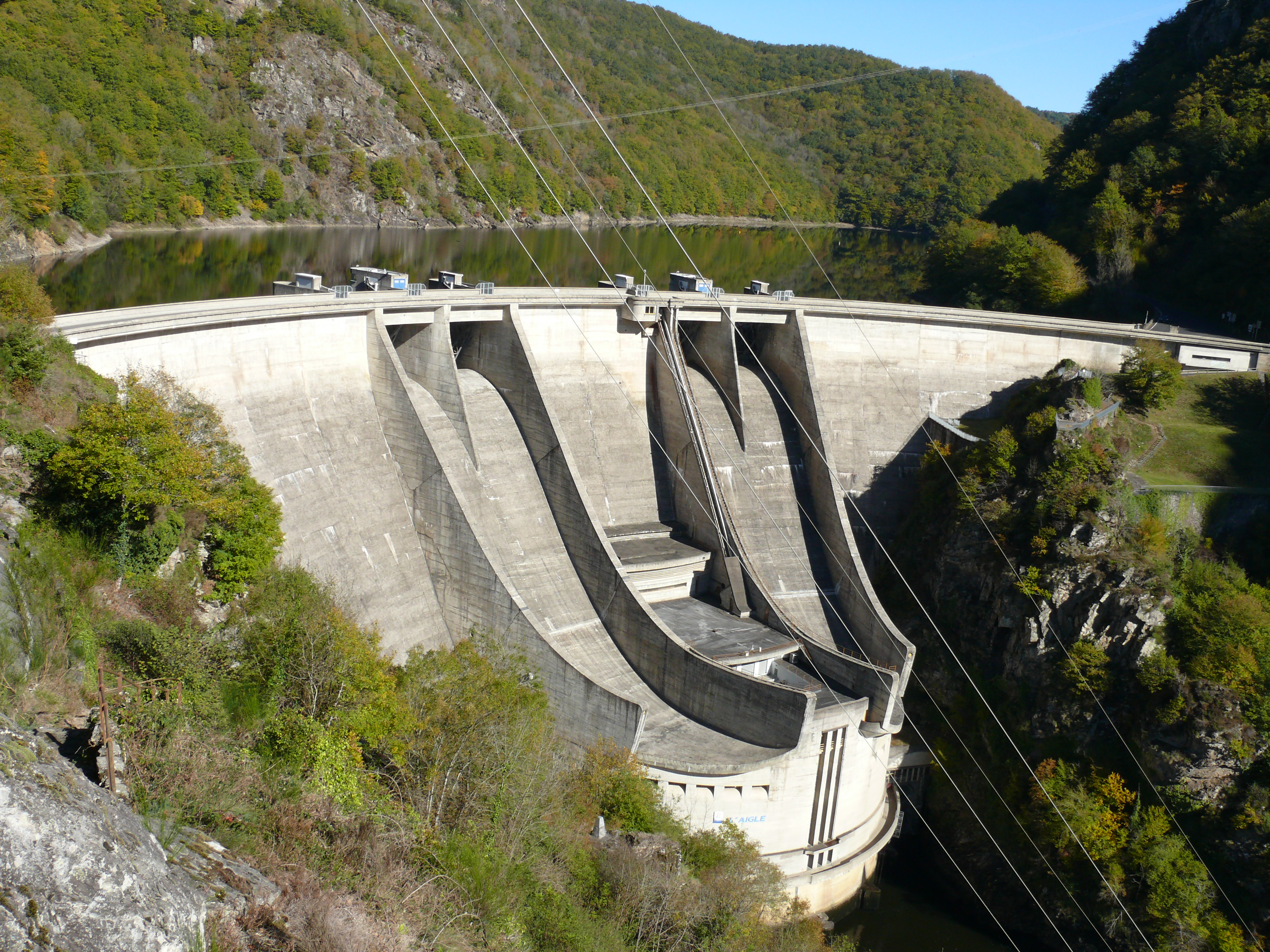
Damm